# Municipio de Leroy (condado de Benton)
El municipio de Leroy (en inglés: Leroy Township) es uno de los veinte municipios ubicados en el condado de Benton en el estado estadounidense de Iowa. En el año 2000 el municipio tenía una población de 1099 habitantes y una densidad poblacional de 11,9 personas por km². Su territorio incluye al de una ciudad, Blairstown; y la porción oriental de otra, Luzerne, que comparte con el municipio de Iowa.

## Geografía
El municipio de Leroy se encuentra ubicado en las coordenadas 41°54′39″N 92°07′52″O / 41.91083, -92.13111.